# Шакті-пат
Шакті-пат, або шакті-пата (з IAST шакті - енергія та пат - падати) - одна з відомих практик в індуїзмі, сутність якої в передачі духовної чи містичної енергії від ґуру, брагмана чи навіть божества до учня чи свого поклонника. Енергія може передаватись дотиком, мантрою, поглядом чи навіть думкою. Зазвичай передається через аджна-чакру.

## Рівні інтенсивності
В кашмірському шіваїзмі в залежності від інтенсивності може класифікуватись як:
Тівра-тівра-шакті-пата - так звана "найвища серед найвищих милостей" - створює ідентичність садгаки з Шівою. Така істота стає відразу вільною від карм та сансари сіддгом та починає дарувати милість, благодать та мудрість всім оточуючим;
Тівра-мадг'я-шактіпата - "вища середня милість" - така істота стає вільна від сансари, але цю свободу повинна отримати сама шляхом пробудження через силу шакті вищої інтуїції (пратібга) і більше не потребує зовнішніх ґуру, посвячень чи ритуалів, повністю опираючись лише на інтуїцію та Шіву.
Тівра-манда-шактіпата - "нижча серед високих благодатей" - така людина сильно потребуеє свого ґуру, але їй не потрібне навчання чи практика; простого погляда чи дотика ґуру для неї достатньо, щоб розбудити внутрішню мудрість;
Мадг'я-мадг'я-лактіпата - "середня вища милість" - така людина потребує навчання та настанов ґуру, після чого стає просвітленою, але злиття з Шівою відбувається лише після смерті такого садгаки;
Мадг'я-манда-шактіпата - "середня нижча милість" - такий садгака мало чим відрізняється від того, хто отримав середню вищу милість, з тою лише різницею, що більше бажає матеріальних втіх і для злиття з Шівою повинен поставити пріоритетом злиття з Богом, замість матеріальних бажань;
Манда - "нижча милість" - для тих, хто знаходиться в цьому стані бажання злиття з Шівою існує лише в важкі часи і перед тим, як злитись з Богом вони повинні пройти через багато життів, щоб сягнути духовного звільнення.

### Опис
Свамі Муктананда в своїй книзі "Гра свідомості" описує ситуацію, коли отримав шакті-пат від свого ґуру Баґавана Нітьянанда і те, як змінилось його життя та духовний шлях після цього випадку.
Павел Цвейґ описує зміни і звільнення енергії кундаліні через ініціацію шакті-пата.
Барбара Бреннан описує шактіпат як проєкцію «аури» ґуру на учня, який тим самим набуває один і той же психічний стан, звідси і важливість високого духовного рівня гуру. Природно проявляються фізіологічні явища висхідного кундаліні.
У своїй книзі «Побудова благородного світу» Шів Р. Джавара описує свій досвід шактіпата в публічній програмі Муктананда на Вежі Лейк-Пойнт в Чикаго 16 вересня 1974 року в такий спосіб: «Баба (Свамі Муктананда) тільки почав розповідати свій дискурс своєю вступною заявою:«Сьогоднішня тема - медитація. Суть питання: чому ми медитуємо? Продовжуючи розмову, Баба сказав: «Кундаліні починає танцювати, коли повторюється Ом Намаг Шівая». Слухаючи це, я подумки повторив мантру, я помітив, що моє дихання стало важче. Раптово я відчув сильний вплив, який посилює сили в мені. Інтенсивність цієї зростаючої сили кундаліні була настільки величезною, що моє тіло трохи піднялося і впало в проході; мої окуляри полетіли. Коли я лежав з закритими очима, я бачив безперервний фонтан сліпучих білих вогнів, що вивергаються в мені. У блиску ці вогні були яскравіше сонця, але не мали ніякого тепла. Я переживав бездумний стан «Я», розуміючи, що «я» завжди був і залишатиметься вічним. Я був повністю свідомий і повністю усвідомлював, коли я відчував чисте «я», стан вищого блаженства. Зовні, в цей точний момент, Баба захоплено закричав зі своєї платформи... «mene kuch nahi kiya; kisiko shakti ne pakda (Я нічого не робив. Енергія зловила когось.) Баба зауважив, що драматичне пробудження кундаліні в мені лякає деяких людей в аудиторії. Тому він сказав: «Не бійся. Іноді кундаліні пробуджується таким чином, в залежності від типу людини.